# Croton claessensii
Croton claessensii là một loài thực vật có hoa trong họ Đại kích. Loài này được Vermoesen ex De Wild. mô tả khoa học đầu tiên năm 1925.